# Epsilon Indi
Epsilon Indi (ε Indi, förkortat Epsilon  Ind, ε Ind) som är stjärnans Bayerbeteckning, är en trippelstjärna  belägen i den östra delen av stjärnbilden Indianen. Den har en skenbar magnitud på 4,83 och är synlig för blotta ögat där ljusföroreningar ej förekommer. Baserat på parallaxmätning inom Hipparcosuppdraget på ca 276,1 mas, beräknas den befinna sig på ett avstånd på ca 11,8 ljusår (ca 3,6 parsek) från solen.
Konstellationen omfattar Epsilon Indi A och två bruna dvärgar, Epsilon Indi Ba och Epsilon Indi Bb, kretsande i en vid bana runt primärstjärnan. De bruna dvärgarna upptäcktes 2003. Epsilon Indi Ba är en tidig T-dvärg (T1) och Epsilon Indi Bb en sen T-dvärg (T6) separerad med 0,6 bågsekunder och ett projicerat avstånd på 1 460 AE från primärstjärnan.

## Egenskaper
Primärstjärnan Epsilon Indi A är orange till röd stjärna i huvudserien av spektralklass K4.5 V. Den har en massa som är ca 1,8 gånger större än solens massa, en radie som är ca 4,5 gånger större än solens och utsänder från dess fotosfär ca 22 procent av solens utstrålning vid en effektiv temperatur på ca 7 445 K.
Epsilon Indi A har den tredje största rörelsen hos en stjärna som är synlig för det blotta ögat, efter Groombridge 1830 och 61 Cygni, och den nionde högsta totalt. Denna rörelse kommer att flytta stjärnan till stjärnbilden Tucana omkring år 2640. Epsilon Indi A har en egenrörelse i förhållande till solen på 86 km/s, vilket är ovanligt högt för vad som anses vara en ung stjärna. Den anses vara medlem av Epsilon Indi-rörelsegruppen med minst sexton ingående stjärnor. Detta är en grupp av stjärnor som har liknande egenrörelse genom rymden, och är därför sannolikt bildade vid samma tidpunkt och plats. Epsilon Indi kommer att ha sin närmaste position till solen om ca 17 500 år när de gör perihelionpassage på ett avstånd av ca 10,58 ljusår (3,245 parsek).

### Följeslagare
I januari 2003 tillkännagav astronomer upptäckten av en brun dvärg med en massa på 40 till 60 Jupiter-massor i omlopp kring Epsilon Indi A på ett avstånd av minst 1 500 AE. I augusti 2003 upptäckte astronomer att den här bruna dvärgen faktiskt var en dubbel brun dvärg, med en separation på 2,1 AE och en omloppsperiod på cirka 15 år. Båda dvärgarna är av spektralklass T. Den mer massiva komponenten Epsilon Indi Ba är av spektraltyp T1-T1.5 och den mindre massiva komponenten, Epsilon Indi Bb, av spektraltyp T6.
Något överskott av infraröd strålning som skulle tyda på en stoftskiva kring stjärnan har inte observerats runt Epsilon Indi. En sådan skulle kunna bildas från kollisioner av planetesimaler som överlevt från den tidiga perioden av stjärnans protoplanetiska skiva.